# Atresmedia

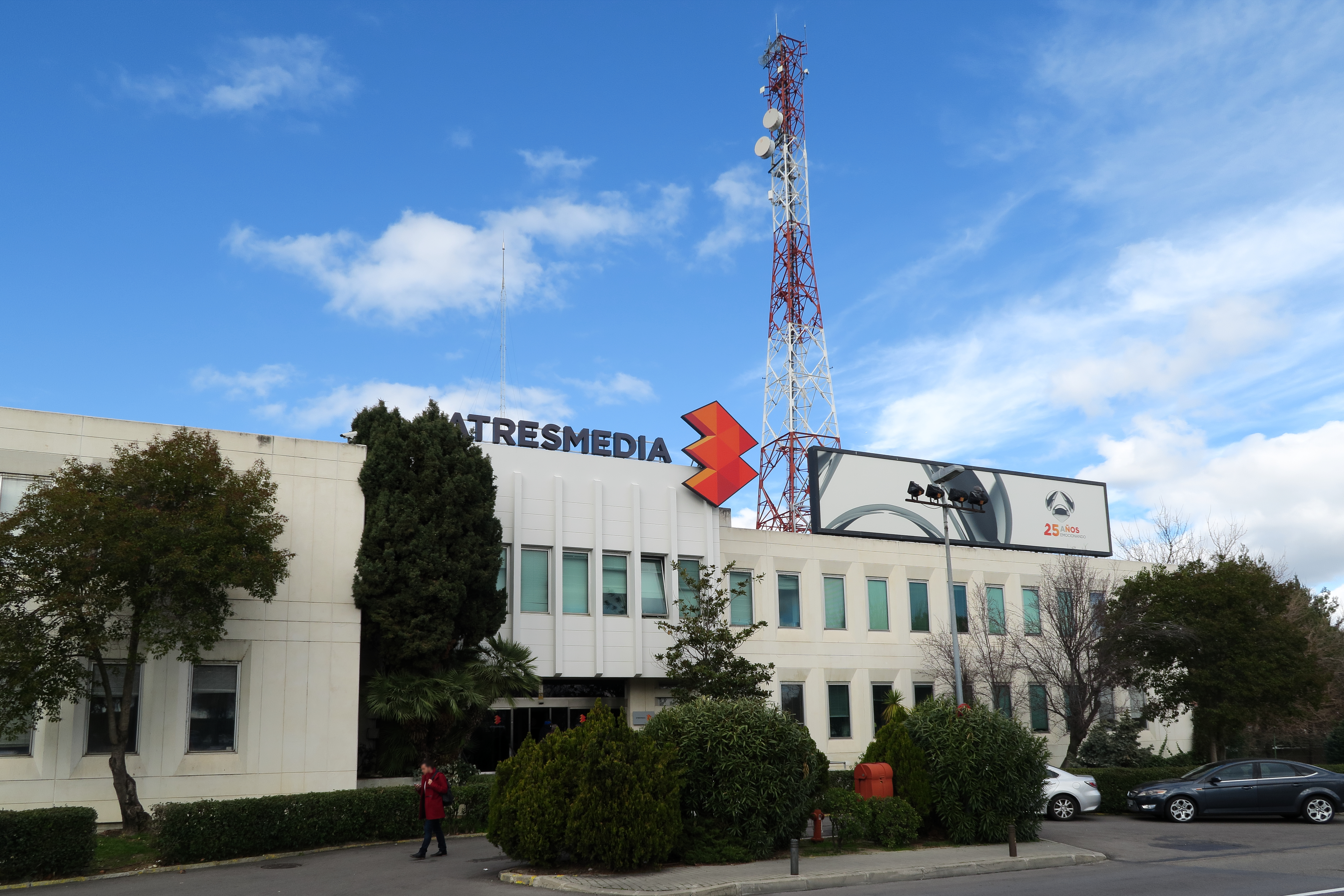

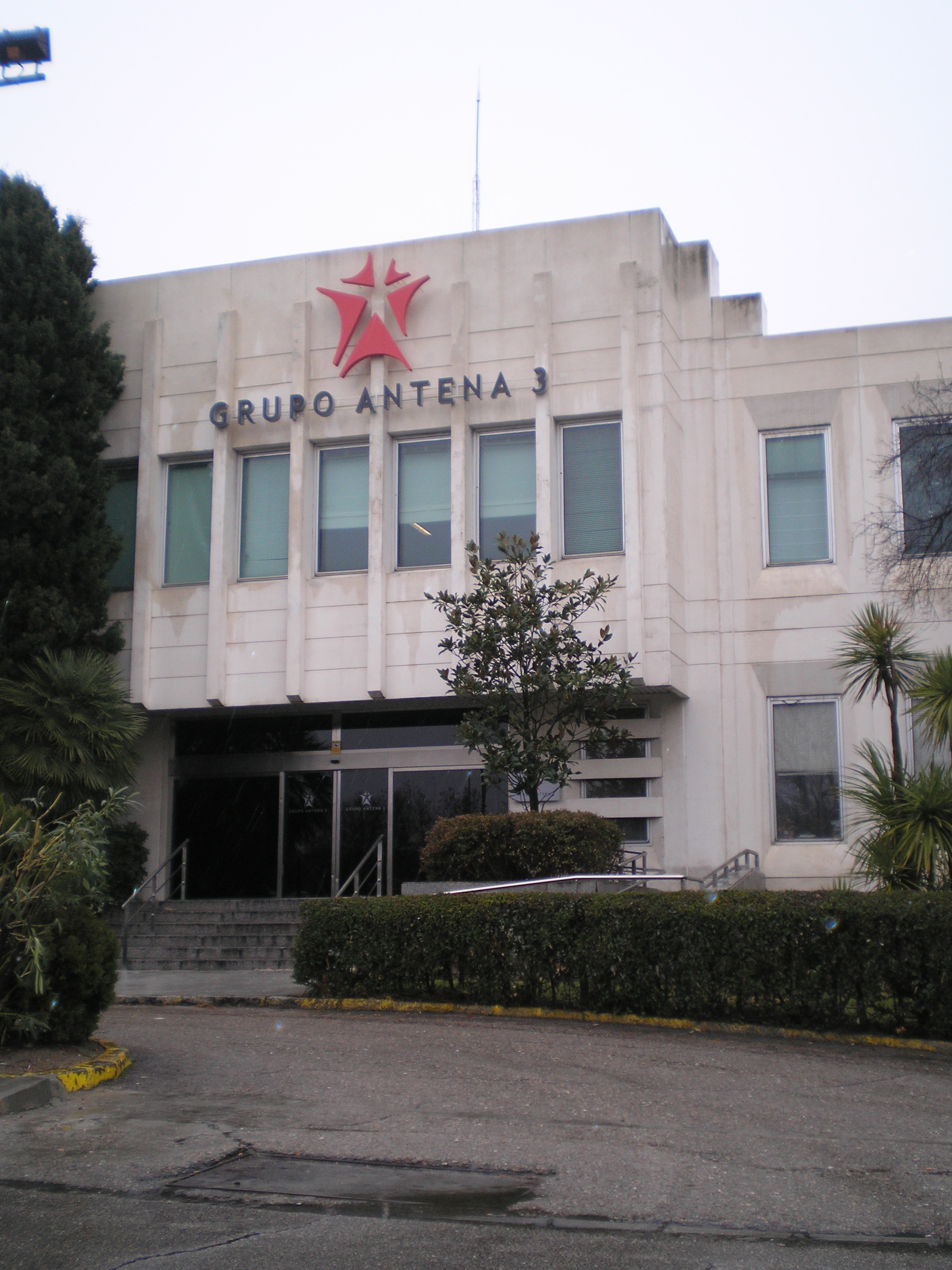

Atresmedia (anteriorment, Antena 3 de Televisión) (BMAD A3TV) és una de les sis empreses concessionàries de la televisió digital terrestre espanyola, que opera sis canals de cobertura estatal (Antena 3, laSexta, Neox, Nova, Mega i Atreseries). A més, opera el canal els canals internacionals Antena 3 Internacional, Atreseries Internacional, ¡Hola! TV i Atrescine.
El 6 de març de 2013, el Grupo Antena 3 va passar a denominar-se Atresmedia. I amb això Antena 3 de Televisión també va canviar de nom, va passar a anomenar-se Atresmedia Televisión.
Atresmedia Televisión forma part del grup Atresmedia amb empreses com Uniprex (Onda Cero, Europa FM, Ver-T), Movirecord o Unipublic. A més, està associada a RTI Televisión a Colòmbia per al seu nou canvi de programadora a canal privat l'any 2009.

## Història

### Inicis: 1989-1992
Antena 3 ja s'havia introduït al mercat audiovisual durant els anys 1980 a través d'una emissora de ràdio anomenada Antena 3 Radio i portava anys exercint pressió per a l'obertura de la televisió privada al territori espanyol.
La seva presència en el panorama televisiu va començar a gestar-se quan el Govern d'Espanyal va anunciar l'esperat concurs per a atorgar tres llicències de televisió privada l'any 1988, a l'empara de l'aprovada Llei de Televisió Privada. Per poder assistir a aquest concurs, es va crear la societat Antena 3 de Televisión, presidida per Javier de Godó, amb un capital social de 10.000 milions de pessetes, encapçalada per Antena 3 Radio i La Vanguardia i en què van participar diferents mitjans de premsa escrita, com ara ABC, La Voz de Galicia, El Correo Español, ¡Hola!, Semana, Diez Minutos i Lecturas, empreses diverses com Mercadona, Zara, Orlando, Caja de Ahorros de Zaragoza, bancs i institucions internacionals, i altres accionistes particulars minoritaris. Després d'obtenir una de les tres llicències atorgades el dia 25 d'agost de 1989, (les altres serien per Gestevisión Telecinco i Sogecable), es va crear Antena 3, que va començar les seves emissions en proves el setembre d'aquest any, i va iniciar les emissions regulars el 25 de gener de 1990 amb un informatiu presentat pel periodista José María Carrascal, enmig d'una gran expectació a nivell nacional pel naixement de la televisió privada.
Amb la direcció general del periodista Manuel Martín Ferrand, la falta d'experiència a la televisió de molts dels professionals (la majoria procedents d'Antena 3 Radio) i l'escassetat de mitjans tècnics van repercutir en escassos índexs d'audiència, amb excepcions com la sèrie de ficció Farmacia de guardia l'any 1991.

### L'etapa d'Antonio Asensio: 1992-1997
Durant el juny de 1992 es produeix un canvi en l'accionariat de manera que el Grupo Zeta es converteix en soci majoritari i Antonio Asensio accedeix a la presidència. Es produeix llavors un canvi radical en continguts, professionals, estètica i imatge corporativa.
Els presentadors històricament vinculats a Antena 3 Radio abandonen la cadena i són substituïts per professionals amb llarga experiència en el mitjà televisiu, com Jesús Hermida, Olga Viza, Mercedes Milà, Pepe Navarro, Jesús Quintero, Alfons Arús, Pedro Ruiz o Manuel Campo Vidal. Aquest últim, l'any 1993, va moderar el primer debat electoral televisat a Espanya entre dos candidats a la presidència del Govern: Felipe González i José María Aznar. Progressivament, els índexs d'audiència de la cadena van començar a pujar, fins que a l'abril de 1994 Antena 3 es convertia en la primera televisió privada en ser líder d'audiència a Espanya.
Aquest mateix any, Antena 3 va adquirir els drets d'emissió de la sèrie d'animació Els Simpson, convertida des de llavors en un dels vaixells insígnia de la programació de la cadena.
El 1995 es creava Antena 3 Internacional, amb emissions per Llatinoamèrica.

### L'etapa de Telefónica: 1997-2003
El juliol de 1997 el Grupo Zeta ven la seva participació en l'empresa Telefónica. José María Mas assumeix la presidència i José Manuel Lorenzo la direcció general (fins al 1998, en què s'incorpora a Canal+).
Durant aquesta etapa, Antena 3 es va incorporar al projecte de Vía Digital i va crear la figura del Defensor de l'Espectador, càrrec que va recaure en la periodista Consuelo Álvarez de Toledo.
El 2002 es converteix en la primera cadena privada d'Espanya en retransmetre la Copa del Món de Futbol.

### Època actual: des de 2003
El 2003 l'accionista principal passa a ser el Grupo Planeta. Des de llavors el seu president és José Manuel Lara Bosch i el seu conseller delegat, Maurizio Carlotti (procedent de Telecinco). Cotitza a la borsa des d'octubre de 2003 i va estar cotitzant a l'Ibex 35 des del 8 de juliol de 2005 fins al 31 de desembre de 2007. El setembre del 2003, la cadena estrena la sèrie revelació, Aquí no hay quien viva, amb la qual aconsegueix grans èxits d'audiència superant àmpliament a altres cadenes. La sèrie va ser un autèntic 'boom' i es va convertir en la tercera sèrie més vista de la televisió espanyola, i la segona més vista de la cadena, per darrere de Farmacia de guardia.
El 2005 Antena 3 adquireix els drets per emetre un partit de cada jornada de la Lliga de Campions de la UEFA, des de 2006 fins al 2009, sent el primer operador privat espanyol que emet en obert la màxima competició de clubs de futbol d'Europa, però en la seva primera temporada de cobertura d'aquesta competició, la cadena va rebre crítiques per part de les penyes i els aficionats del València CF en l'únic partit d'aquest club que va retransmetre la cadena, proferint insults diversos, ja que la cadena, que tenia una única elecció setmanal, sempre elegia els partits del FC Barcelona i del Reial Madrid. En la segona temporada va emetre diversos partits del Sevilla FC tot i tenir l'elecció a les mans.
El 2006 la cadena de televisió Telecinco adquireix el 15% de Miramón Mendi, causant el final prematur d'Aquí no hay quien viva. Antena 3 va portar Telecinco a judici, amb l'esperança de recuperar el seu gran èxit, però va ser inútil. Telecinco, per la seva banda, va fer la seqüela d'aquesta anomenada La que se avecina, en què es trobava gran part del repartiment d'Aqui no hay quien viva.
L'1 de juliol de 2008, Silvio González relleva Maurizio Carlotti en el càrrec de Conseller Delegat de la cadena.
Des del 2004 i fins almenys 2013, segons un estudi de GECA, Antena 3 és la cadena més valorada pels espanyols, i el presentador d'Antena 3 Noticias 2 (Matías Prats Luque) el presentador més valorat.
Pel canal han passat rostres tan coneguts com Jesús Hermida, Mercedes Milà, Jesús Vázquez, Constantino Romero, Paula Vázquez, José María Carrascal, Alfons Arús, Ana Rosa Quintana, Silvia Jato, Olga Viza, Montserrat Domínguez, Alícia Senovilla, Carlos Sobera, María Teresa Campos o Andreu Buenafuente.
Antena 3 va estrenar el 12 de maig de 2009, coincidint amb l'estrena del primer capítol de la 5a temporada de El Internado, la plataforma "3.0". L'estrena va ser seguida per 3,5 milions d'espectadors i un 18,8% de share. 3.0 és un sistema multiplataforma on es poden veure els continguts d'Antena 3, Neox i Nova de la televisió al telèfon mòbil i a Internet. Això interacciona els canals i les webs del grup, on hi ha informació contínua del que emeten les altres cadenes. 3.0 també ha servit per unificar l'emissió de la publicitat en les cadenes del grup, emetent la publicitat del canal principal als canals de TDT al mateix temps, dotant a aquests blocs de més audiència potencial. Aquest fet ha provocat un augment substancial de la publicitat en els canals digitals del grup, per disgust dels televidents.
El 14 de desembre de 2011 Atresmedia va anunciar la seva fusió amb GIA La Sexta, encara que no va ser autoritzada per la Comissió Nacional de la Competència fins al 13 de juliol de 2012. El 26 de juliol de 2012 la cadena espanyola laSexta va enviar una nota de premsa on es deia que no hi hauria fusió amb Antena 3 a causa de la dures condicions que havia posat la Comissió Nacional de la Competència (CNC), pel que ambdues havien de seguir en solitari. No obstant això, el 24 d'agost de 2012, el Govern d'Espanya va decidir suavitzar les condicions imposades per la CNC, imposant les mateixes que van afectar la fusió entre Telecinco i Cuatro en el seu moment. Així les dues cadenes (Antena 3 i laSexta) van acceptar les noves condicions i van començar a posar en marxa la societat resultant en conjunt l'1 d'octubre de 2012.
El 6 de març de 2013, el Grupo Antena 3 va passar a denominar-se Atresmedia. Així, el grup disposa d'una identitat pròpia que agrupa les seves grans àrees d'activitat (televisió, ràdio, multimèdia, publicitat i cinema), així com a la resta de les seves marques.
El desembre de 2013 va ser multada per la Comissió Nacional dels Mercats i la Competència amb 448.000 euros per l'emissió de programes no aptes per als infants en horari protegit.
El 2017 va començar a treballar amb Huawei en el projecte conjunt de crear un servei de vídeos per encàrrec.
Tenen una plataforma per veure el seu contingut televisiu que es diu Atresplayer.

## Accionariat actual
Els accionistes del grup són els mateixos que els d'Antena 3 de Televisión, sent el Grupo Planeta el majoritari amb el 41,70%, seguits de RTL Group amb el 19,17%, Autocartera amb el 7,01% i Imagina Media Audiovisual amb el 6,49% (la seva participació en l'accionariat d'Antena 3 és directa amb un 2,85% i indirecta a través de la societat del Grup Audiovisual de Mitjans de Producció o GAMP amb un 3,63%), sent l'altre 25,64% d'accionistes minoritaris o cotitzades en borsa.

## Presidents
- Javier Godó (1989–1992).
- Antonio Asensio (1992–1997).
- José María Mas Millet (1997–2001)
- Enrique Álvarez (2001–2003)
- José Manuel Lara Bosch (2003-2015)
- José Creuheras (2015-actualitat)

## Empreses del grup
- Atresmedia Televisión: Empresa mare. És la filial televisiva del grup, amb els senyals Antena 3, laSexta, Neox, Nova, Mega, Atreseries, Antena 3 HD i laSexta HD, a més d'Antena 3 Canarias, a través de la filial Antena 3 TDT Canàries; Antena 3 Internacional i Atreseries Internacional en diversos països d'Europa i Llatinoamèrica.
- Uniprex: És la filial de ràdio i de televisió digital local. Opera les cadenes de ràdio Onda Cero, Europa FM i Melodia FM, així com les cadenes locals englobades en la marca Ver-T, a través de la filial Uniprex TV.
- Atresmedia Cine: És la filial del cinema del grup. Grans produccions com Vicky Cristina Barcelona o Sólo quiero caminar, i TV Movies, la gran part d'elles, emeses en Antena 3, com El Castigo o 20N. Anteriorment s'anomenava Antena 3 Films.
- Unipublic (51%): És l'agència de publicitat del grup. Organitza la Volta Ciclista a Espanya.
- Atresmedia Eventos: És una escissió d'Unipublic, creada per a la gestió d'esdeveniments, tant culturals, com la Mostra de València, esportius com la Marató Popular de Madrid, el Campionat d'Espanya de Supercross o la Volta Ciclista a Espanya o musicals. Anteriorment s'anomenava Antena 3 Eventos.
- Atresmedia Publicidad: És la filial exclusivista publicitària. Crea campanyes integrals i integrades, basades en estratègies multimèdia variades. Gestiona els espais publicitaris en les cadenes d'Antena 3 de Televisión i en les cadenes de ràdio d'Uniprex. Anteriorment s'anomenava Atres Advertising.
- Atresmedia Digital: És la filial gestora dels continguts web del grup. Anteriorment s'anomenava Antena 3 Multimedia.
- Música Aparte: És la filial musical del grup.
- I3 Televisión (50%): és una empresa, creada juntament amb Indra, dedicada a les tecnologies de la informació

## Canals

### Televisió
- Antena 3, el primer canal generalista del grup dedicat a tots els públics on emet una programació composta per espais propis i també programes d'entreteniment, concursos, sèries nacionals i internacionals, informatius i cinema, entre d'altres. Ofereix una programació blanca, familiar i per a tots els públics.
- laSexta, el segon canal generalista del grup que es compon d'una programació generalista, encara que amb especial presència de programes d'humor i entreteniment, programes d'informació i actualitat, sèries nord-americanes i retransmissions esportives.
- Neox, un canal temàtic orientat a un públic jove i urbà, amb una programació diària de sèries de ficció nacional i estrangera, programes d'entreteniment i l'emissió de cinema en els contenidors Cine Neox i Cinematrix.
- Nova, un canal temàtic la programació diària està orientada cap al públic femení convencional i la programació dels caps de setmana, cap a un públic més familiar. El canal emet sèries, telenovel·les, programes, cinema i redifusions de continguts de més èxit d'Antena 3.
- Mega, un canal temàtic orientat al públic masculí (tant modern com clàssic), amb sèries que han tingut èxit en la seva emissió a la cadena matriu (Antena 3), redifusions, espais de producció pròpia, humor, esport i cinema.
- Atreseries
- Antena 3 Internacional (canal internacional distribuït a l'Amèrica Llatina)
- Atreseries Internacional (canal internacional distribuït a l'Amèrica Llatina)
- ¡Hola! TV (canal internacional distribuït a l'Amèrica Llatina)
- Atrescine (canal internacional distribuït a l'Amèrica Llatina)

### Ràdio
En ràdio, Atresmedia agrupa, a través d'Uniprex, diverses cadenes de ràdio, les quals són:
- Onda Cero: És la segona cadena generalista de ràdio espanyola en nombre d'oients segons la 3ª onada de l'EGM 2011. Té 220 emissores i forma part d'Atresmedia. El seu president actual és Javier González Ferrari.
- Europa FM: És una emissora de ràdio musical que emet, durant la major part de les seves hores, una radiofórmula basada en els grans èxits d'artistes nacionals i internacionals dels 90 fins avui.
- Melodía FM: Anteriorment anomenada Onda Melodia, és una cadena de ràdio especialitzat en clàssics del pop-rock sense locutors.

En desconnexió local, intercala música amb programes de caràcter local i regional que no tenen cabuda en les emissores principals d'Onda Cero.

### Flooxer
El lloc web Flooxer, on ofereix vídeos curts. Va aparèixer el 2015.

### Atresplayer
Atresplayer és un servei de transmissió per Internet i televisió de l'empresa de telecomunicacions espanyola Atresmedia, amb seu a la Comunitat de Madrid. El servei està disponible en una àmplia gamma de dispositius, inclosos telèfons mòbils i tauletes, ordinadors personals i televisors inteligentes. És una plataforma en castellà.
És possible veure els canals de televisió o marques com Flooxer o Novel·les Nova. A més, es poden veure sèries, programes, notícies, telenovel·les, esports i sèries infantiles.
D'altra banda, la plataforma compta amb un servei de distribució de continguts de pagament anomenat Atresplayer Premium. Aquest permet la visualització i descàrrega de continguts exclusius (excepte Novel·les Nova) i sense interrupcions per als subscriptors.
Per veure els continguts complets que ofereixen els canals d'Atresmedia, cal registrar-se a la plataforma i si transcorre un mes, serà necessari obtenir Atresplayer Premium.
Cal ressaltar que el principal competidor d'aquesta plataforma és Mitele +, la qual queda per sota dels 132.000 subscriptors enfront dels 289.000 subscriptors d'Atresplayer premium. Això es deu a la diferència de contingut entre una i altra, ja que la d'antena 3 disposa d'una infinitat de sèries mítiques i noves, de producció pròpia. Compte també en el seu catàleg amb sèries de tirada mundial com ara Family Guy o American Dad!. A part s'hi pot gaudir de contingut previ a la seva emissió en obert o continguts exclusius com el biopic Veneno, que ha resultat ser un èxit i motiu de la majoria de les subscripcions.